# Chibat Cijon
Chibat Cijon (hebrejsky חִבַּת צִיּוֹן, doslova ,„Záliba v Sionu“, v oficiálním přepisu do angličtiny Hibbat Ziyyon, přepisováno též Hibat Tzion) je vesnice typu mošav v Izraeli, v Centrálním distriktu, v Oblastní radě Emek Chefer.

## Geografie
Leží v nadmořské výšce 31 metrů v hustě osídlené a zemědělsky intenzivně využívané pobřežní nížině respektive Šaronské planině. Západním směrem nedaleko od vesnice protéká vodní tok Nachal Alexander.
Obec se nachází 4 kilometry od břehu Středozemního moře, cca 37 kilometrů severoseverovýchodně od centra Tel Avivu, cca 47 kilometrů jihojihozápadně od centra Haify a 5 kilometrů jižně od města Chadera. Chibat Cijon obývají Židé, přičemž osídlení v tomto regionu je etnicky převážně židovské. Vesnice vytváří společně s okolními obcemi Ge'ulej Tejman, Bejt Chazon, Eljašiv, Kfar ha-Ro'e, Cherev le-Et, Ejn ha-Choreš, Giv'at Chajim Ichud, Giv'at Chajim Me'uchad a Chogla téměř souvislou aglomeraci zemědělských osad. Tento urbanistický celek je navíc na severu napojen na město Eljachin.
Chibat Cijon je na dopravní síť napojen pomocí lokální silnice číslo 581 a místních komunikací v rámci zdejší aglomerace zemědělských vesnic. Na západním okraji obec míjí dálnice číslo 4.

## Dějiny
Mošav Chibat Cijon byl založen v roce 1933. Zakladateli vesnice byla skupina židovských přistěhovalců z Ruska, k nimž se později přidali další Židé původem ze střední Evropy. Vesnice byl pojmenována podle hnutí Chibat Cijon (známějšího více pod variantou Chovevej Cijon), jehož 50. výročí založení se krátce předtím v tehdejší mandátní Palestině připomínalo.
Před rokem 1949 měl Chibat Cijon rozlohu katastrálního území 1835 dunamů (1,835 kilometru čtverečního). Správní území vesnice dosahuje v současnosti cca 4500 dunamů (4,5 kilometrů čtverečních). Jde o obec se smíšenou populací sekulárních i nábožensky orientovaných rodin. Místní ekonomika je založena na zemědělství (hlavně pěstování květin a chov drůbeže).

## Demografie
Podle údajů z roku 2014 tvořili naprostou většinu obyvatel v Chibat Cijon Židé (včetně statistické kategorie "ostatní", která zahrnuje nearabské obyvatele židovského původu ale bez formální příslušnosti k židovskému náboženství).
Jde o menší sídlo vesnického typu s dlouhodobě rostoucí populací. K 31. prosinci 2014 zde žilo 631 lidí. Během roku 2014 populace klesla o 1,7 %.
| Rok            | 1948 | 1961 | 1972 | 1983 | 1995 | 2001 | 2003 | 2004 | 2005 | 2006 | 2007 | 2008 | 2009 | 2010 | 2011 | 2012 | 2013 | 2014 |
| -------------- | ---- | ---- | ---- | ---- | ---- | ---- | ---- | ---- | ---- | ---- | ---- | ---- | ---- | ---- | ---- | ---- | ---- | ---- |
| Počet obyvatel | 175  | 321  | 281  | 305  | 415  | 423  | 457  | 458  | 479  | 492  | 491  | 509  | 552  | 587  | 616  | 632  | 642  | 631  |